# Воробьёв, Борис Семёнович
Бори́с Семёнович Воробьёв (1915, Харьков — 2007) — советский геолог, специалист в области разведки и разработки нефтегазовых месторождений, лауреат Ленинской премии 1959 года.

## Биография
Родился в 1915 году в Харькове.
В 1940 году окончил Харьковский государственный университет, работал в организациях нефтегазового профиля, в том числе «Кировобаднефтеразведка».
С 1952 по 1957 год — главный геолог Шебелинского КБ. Принимал участие в открытии и освоении Шебелинского газоконденсатного месторождения (1953—1957).
С 1957 по 1963 год — главный геолог управления газовой и нефтяной промышленности Харьковского совнархоза. Инициатор создания УкрНИИГаза (1959), в котором в 1963—1965 годах работал заместителем директора. Внёс вклад в открытие газовых и нефтяных месторождений Глинско-Розбышевское, Качановское, Кегичевское (1957—1963).
В 1965—1977 годах работал в управлении нефтедобывающей промышленности при Совете Министров Украины, в Государственном объединении «Укрнефть».
Автор более 80 публикаций.

## Награды и звания
Лауреат Ленинской премии 1959 года. Заслуженный геолог Украинской ССР, Почётный нефтяник СССР.